# Solomun
Mladen Solomun (Travnik, Federación de Bosnia y Herzegovina, 27 de diciembre de 1975), conocido simplemente como Solomun, es un DJ y productor bosnio-alemán.
Inició su carrera como DJ en 2004. Su primer EP, Solomun EP, fue lanzado en 2006. Desde entonces ha lanzado muchos otros EP y compilaciones así como el álbum “Dance Baby” en 2009.
La música de Solomun está inspirada por R&B, Funk, Soul, Hip hop, Disco o música de los años 80. Su sonido ha sido descrito como “música house, pero con un bajo ultra funky, melodías eufóricas y letras emocionalmente cargadas.”.
En el 2011, su remix “Around”(Noir & Haze) fue seleccionado el Remix del año por Resident Advisor. En el 2012, fue nombrado DJ del año, productor del año por el DJ Awards en Ibiza, y Mejor DJ internacional por the Cool Awards en Brasil.
Solomun inició el festival de Ibiza 2013 presidiendo sobre los Burn Studios Residency bootcamp.
A finales de junio de 2014 le pertenecía la discoteca Ego, dirigida por su hermana y Adriano Trolio.

## Discografía

### Lanzados
- 2005 Galaxy Empire – Mudra Records
- 2005 Jackpot – Schanzen Rec. – Compilación en disco compacto
- 2005 Frei – Schanzen Rec. – Compilación en disco compacto
- 2006 Do It Yourself EP – Diynamic Music
- 2006 Nachrichten EP – Diynamic Music
- 2006 Oelkersallee EP – Diynamic Music
- 2006 Solomun EP – Diynamic Music
- 2007 Feuer und Eis EP – Diynamic Music
- 2007 Hooked / Jungle River Cruise – liebe*detail
- 2007 Koboldmaki – Sonar Kollektiv
- 2007 Meerkats – Sonar Kollektiv
- 2007 Mischwaren EP – Diynamic Music
- 2007 Sambada EP – Dessous Recordings
- 2007 Second Kiss in Winter / Four Seasons EP – Diynamic Music
- 2008 Deadman/Beauty and the Beast – Four:Twenty
- 2008 Ghostdog / Trilogy EP – Diynamic Music
- 2008 Flying Pics EP – Diynamic Music
- 2008 Beauty and the Beast / Dead Man – Four:Twenty
- 2008 Black Rose / Trickski Remix – Sonar Kollektiv
- 2008 Woodstep EP – Dessous
- 2008 International Hustle EP – Four:Twenty
- 2008 Argy and Solomun – Focus On – Poker Flat
- 2008 Midnight Call EP – Compost black
- 2008 Federgewicht EP – Diynamic Music
- 2009 Carnivale / Factory – Phil e
- 2009 Dance Baby – Diynamic Music
- 2010 Sisi EP - Leena Music
- 2011 Daddy's Jam – Rebellion
- 2011 Love Recycled EP – 2DIY4
- 2011 Zappzerapp EP – Diynamic Music
- 2011 Challenge Everyday EP – Diynamic Music
- 2011 Something We All Adore EP – Supernature
- 2012 Living On – from: 5 years Diynamic Charity Compilation – Diynamic Music
- 2012 Kackvogel – Watergate Records
- 2013 Bootcamp - Diynamic Music
- 2014 Samson - Diynamic Music
- 2014 Friends – 2DIY4
- 2015 Nada - Zora EP
- 2015 Zora - Zora EP
- 2018 Dre - Customber is king EP
- 2018 Ich muss los - Customer is king EP
- 2018 Customber is king - Customer is king EP
- 2020 Home - Nobody is not loved

### Remixes
- 2007 Bearweasel – "Moniker" (Solomun Rmx) – Supernature
- 2007 Barbo – "Barbi in Love" (Solomun Rmx) – Buzzin Fly
- 2007 Monoroom – "Feed Me" (Solomun Rmx) – Freunde Tontraeger
- 2008 Tiger Stripes – "Hooked" (Solomun Rmx) – Liebe*detail
- 2008 Kollektiv Turmstrasse – "Blutsbrueder" (Solomun Rmx) – MGF
- 2008 Palm Skin Productions – "Wonderful Thing" (Solomun Rmx ) – Freerange
- 2008 Marbert Rocel – "Cornflakes" (Solomun Rmx ) – Compost Black
- 2008 Christian Prommer – Daft Punk/"Around the World" – (Solomun Rmx)
- 2010 Oliver Koletzki And Fran – "Echoes" (Solomun Remimx) – Stil Vor Talent
- 2011 Gorge – "Garuna" (Solomun Rmx) – 8bit
- 2011 Edu Imbernon and Los Suruba – "Punset" (Solomun Rmx) – Eklektisch
- 2011 DJ Hell – "Germania" (Solomun Rmx) – Gigolo Records
- 2011 Noir and Haze – "Around" (Solomun Rmx) – Noir Music
- 2011 Kraak and Smaak – "Let's Go Back" (feat. Romanthony) (Solomun Rmx)
- 2011 Tiefschwarz – "Corporate Butcher" (Solomun Rmx) – Watergate Records
- 2012 Pool – "Game Over" (Solomun Rmx) – 2DIY4
- 2012 Luca C & Brigante feat. Roisin Murphy – "Flash of Light" (Solomun Rmx) – Southern Fried Records
- 2013 Foals – "Late night" (Solomun Rmx)
- 2013 Tiga vs. Audion – "Let's Go Dancing" (Solomun Rmx) – Turbo Recordings
- 2014 Claude VonStroke – "The Clapping Track" (Solomun Rmx) – Dirtybird
- 2014 Broken Bells – "Holding On For Life" (Solomun Rmx) – Sony Music
- 2014 Lana del Rey - West Coast (Solomun Remix)- Polydor Ltd.
- 2016 Whilk & Misky - Clap your hands (Solomun remix) - Island Records

## Premios

### 2013
- Mejor DJ Deep House 			        DJ Awards Ibiza (ES)

### 2012
- DJ del año – Mixmag Magazine (UK)
- Mejor productor – DJ Awards Ibiza (ES)
- Mejor DJ internacional – Cool Awards Brazil (BR)
- Mejor tour internacional– Rio Music Conference Award (BR)
- Mejor productor – Groove Magazine (DE, AT, CH)
- Mejor disquera Dyinamic – Groove Magazine (DE, AT, CH)
- Mejor DJ #03 – Groove Magazine (DE, AT, CH)
- Mejor Track #04 Kackvogel – Groove Magazine (DE, AT, CH)
- Mejor productor #6 – Faze Mag (DE, AT, CH)
- Mejor disquera Diynamic #5 Faze Mag (DE, AT, CH)
- Mejor Track #14 Kackvogel – Faze Mag (DE,AT,CH)
- Mejor DJ #22 – Resident Advisor (UK)
- Mejor compilación #05 (Watergate 11) – DJ Mag (UK)
- Mejor compilación #05 (Watergate 11) – Mixmag Magazine (UK)

### 2011
- Remix del año- Around (Noir & Haze) 		 Resident Advisor (UK)
- Most Charted Artist“ #04 					 Resident Advisor (UK)
- Mejor Remix #02 – Around (Noir & Haze) 		 Groove Magazine (DE, AT, CH)
- Mejor remix #03 - Let's Go Back (Kraak & Smaak ) 	Groove Magazine (DE, AT, CH)
- Mejor productor #02 						 Groove Magazine (DE, AT, CH)
- Mejor DJ #03 		 				 Groove Magazine (DE, AT, CH)
- Mejor DJ #05 	nnghgjh					 De:Bug Magazine (DE, AT, CH)